# Gianni Tanello
Gianni Tanello (San Bonifacio, 28 dicembre 1944) è un ex calciatore italiano, di ruolo centrocampista.

## Caratteristiche tecniche
Giocò nel ruolo di mediano.

## Carriera
Giocò in Serie A con il Verona.